# Natália Lage
Natália Lage Vianna Soares, née le 30 octobre 1978 à Niterói, est une actrice brésilienne.

## Filmographie
- 1988 : Tarcísio & Glória (série télévisée)
- 1989 : O Salvador da Pátria (série télévisée) : Regina
- 1990 : Gente Fina (série télévisée) : Tatá
- 1992 : Perigosas Peruas (série télévisée) : Tuca
- 1993 : O Mapa da Mina (série télévisée) : Bia
- 1994 : Tropicaliente (série télévisée) : Adrenalina
- 1995 : Revista do Cinema Brasileiro (série télévisée)
- 1995 : Young Hearts (Malhação, série télévisée) : Marina Granato Almeida
- 1995 : Cara e Coroa (série télévisée) : Kika
- 1997 : L'amour est dans l'air (série télévisée) : Luísa
- 1998 : Mulher (série télévisée) : Tetê
- 1992-1998 : Você Decide (série télévisée)
- 2001 : A Padroeira (série télévisée) : Ana
- 2003 : The Man of the Year : Érica
- 2003 : Kubanacan (série télévisée) : Frida
- 2004 : Sob Nova Direção (série télévisée) : Zoraide
- 2004 : Da Cor do Pecado (série télévisée) : Roxane
- 2004 : Sitcom.br (série télévisée)
- 2004 : Xuxa and the Lost Treasure's City : Helena
- 2005 : 2 Filhos de Francisco: A História de Zezé di Camargo & Luciano : Cleide
- 2005 : A Lua Me Disse (série télévisée) : Beatriz
- 2006 : A Diarista (série télévisée) : Dâni
- 2006 : Pé na Jaca (série télévisée) : Cecília
- 2010 : Como Esquecer (Comment t'oublier ?) : Lisa
- 2002-2011 : A Grande Família (série télévisée) : Gina / Carina
- 2012 : Louco por Elas (série télévisée) : Luana
- 2012 : Tomate Cereja (court métrage) : Carol
- 2013 : Vai que dá Certo : Jaqueline
- 2012-2013 Tapas & Beijos (série télévisée) : Lucilene
- 2014 : Love Film Festival
- 2018 : Nighwatcher : Isabela
- 2020 : The Division (A Divisão) : Roberta